# Wzrost (biologia)
Wzrost – proces życiowy polegający na zwiększaniu ilości komórek danego organizmu, na skutek podziałów mitotycznych i zwiększaniu się ich rozmiarów albo tylko zwiększaniu się rozmiarów jak to ma miejsce u zwierząt eutelicznych albo zwiększeniu się masy macierzy pozakomórkowej (akrecja). Wzrost może odbywać się przez całe życie organizmu (typowe dla roślin ze względu na obecność merystemów; występuje u niektórych zwierząt np. ryb) albo jedynie w pewnym okresie (np.: w młodości ssaków lub okresowo u zwierząt które linieją).